# Bussy-la-Pesle (Nièvre)
Bussy-la-Pesle é uma comuna francesa na região administrativa de Borgonha-Franco-Condado, no departamento de Nièvre. Estende-se por uma área de 5,15 km². Em 2010 a comuna tinha 55 habitantes (densidade: 10,7 hab./km²).